# Vosseslag
Vosseslag is een gehucht in de kustgemeente De Haan in de Belgische provincie West-Vlaanderen. Het is een deel van de vroegere gemeente Klemskerke en telt ongeveer 1700 inwoners. De wijk is thans vooral op het kusttoerisme gericht en sinds halverwege de jaren 1960 op kampeertoerisme.

## Geschiedenis
De naam Vosseslag betekent de slag of het pad door de duinen dat de plaatselijke vissers toegang tot het strand van de gemeente Klemskerke gaf. Sommigen vestigden zich dicht bij dit pad, waardoor er een gehucht van visserswoningen en keuterboerderijtjes ontstond. In 1902 stelde Leopold II voor de duinen om te vormen tot een golfterrein voor Engelse toeristen. Hier werd de Koninklijke Golf Club Oostende gevestigd die opgericht werd in 1903.
De wijk, die oorspronkelijk ook Heide-d'Heye, Westwijck, Heide-Vosseslag of Geuzenhoek werd genoemd, bestond uit enkele arme boerderijtjes en huisjes op zandgrond maar na de Eerste Wereldoorlog werd verkaveling uitgevoerd met de Heidelaan als hoofdas. Er werden villa's gebouwd, terwijl in 1930 ook een steenfabriek geopend werd die tot de Tweede Wereldoorlog bleef bestaan. Tijdens de oorlog emigreerde de eigenaar en verscheepte volgens zeggen ook alle machinerie naar Argentinië. In 1944 lagen de gebouwen in puin. Na 1955 werd op dezelfde plek een nieuwe fabriek gebouwd die van 1960 tot 1975 onder meer plastic golfplaten vervaardigde.
In 1939 vestigden de Zusters van de Heilige Kindsheid uit Ardooie zich en stichtten er een wijkschool. Ter 'verheffing van het godsdienstig peil van de bevolking' werden er sedert 1943 in de school ook missen opgedragen. In 1955 werd naast de school de Heidekapel gebouwd, die in 1962 verheven werd tot hulpkerk. 
In Bredene, ten zuidwesten van Vosseslag en Klemskerke bevond zich tijdens de Eerste Wereldoorlog Batterij Deutschland, een kustbatterij van het Duitse legeronderdeel Marinekorps Flandern, bedoeld als kustverdedigingsbatterij. Hier stonden vier kanonnen opgesteld met een bereik van meer dan 30 kilometer gericht op de kuststreek. Na de oorlog was de locatie toegankelijk en trok ze oorlogstoeristen die de slagvelden wilden bezoeken. In 1939 werden de kanonnen verkocht als oud ijzer. De meeste bunkers en schietputten zijn in de jaren 1950 gesloopt. Een poel gevuld met water geeft aan waar een der vier kanonnen stond. Aan de overkant van de straat staan de ruInes van de voormalige hippodroom van Bredene. Het gebied is afgerasterd en niet toegankelijk voor het publiek.
Tussen de Bremstraat en de bocht in de Molenstraat is de overgang merkbaar van heide naar polders. Zandgrond wordt kleigrond. D'Heye is sinds 1993 de naam van een 48 hectare groot natuurreservaat ten zuidwesten van Vosseslag.

## Cultuur en bezienswaardigheden
In juli worden de Vosseslagfeesten gevierd, waarin de legende van Mong De Vos weer tot leven gebracht wordt. Mong de Vos was een lokale historische figuur die als strandjutter werkte. Hij staat symbool voor de strandjutters uit de historie die zich vaak niet beperkten tot het vergaren van aangespoelde zaken maar ook alles meenamen wat niet ergens aan was bevestigd of van niemand was. De jutters hebben zo ook in de periode dat ze actief waren alle bomen uit het gebied gerooid. Ter gelegenheid van deze feesten wordt er 'Strandjuttersbier Mong De Vos' gebrouwen. Dit is een bruine tripel van hoge gisting van 9,2 graden.
In augustus viert men de garnaalfeesten. Dan demonstreren garnalenkruiers hoe men garnalen kan vangen en wordt de vangst gekookt en uitgedeeld aan de toeristen.
Achter de school richting de Kattereke werd in 1976 KSA-Klemskerke opgericht door de priester Willy Snauwaert met als lokaal De Biekorf.
Op 1 juli 2021 werd in Vosseslag een uitkijktoren geopend. De keuze viel op een vuurtoren als kunstwerk omdat er in het verleden in het aanpalende vissersdorp Wenduine een vuurbaken had gestaan en dit het visserijverleden zou accentueren. De Belgische kunstenaar Guillaume Bijl ontwierp de toren die geplaatst is aan de strandtoegang Vosseslag.

## Verkeer
De kusttram kent een halte Vosseslag. Deze dubbelsporige tramlijn opende in 1905 tussen Oostende en De Haan en rijdt via Bredene-Duinen. Er heeft echter tussen 1886 en 1955 ook een enkelsporige tramlijn bestaan die daadwerkelijk de weg volgde die Vosseslag heet. Via Bredene-dorp en Sas-Slijkens werd Oostende bereikt. Eerst was dat een stoomtramlijn. Twee straatnamen in het dorp herinneren daar aan.

## Galerij

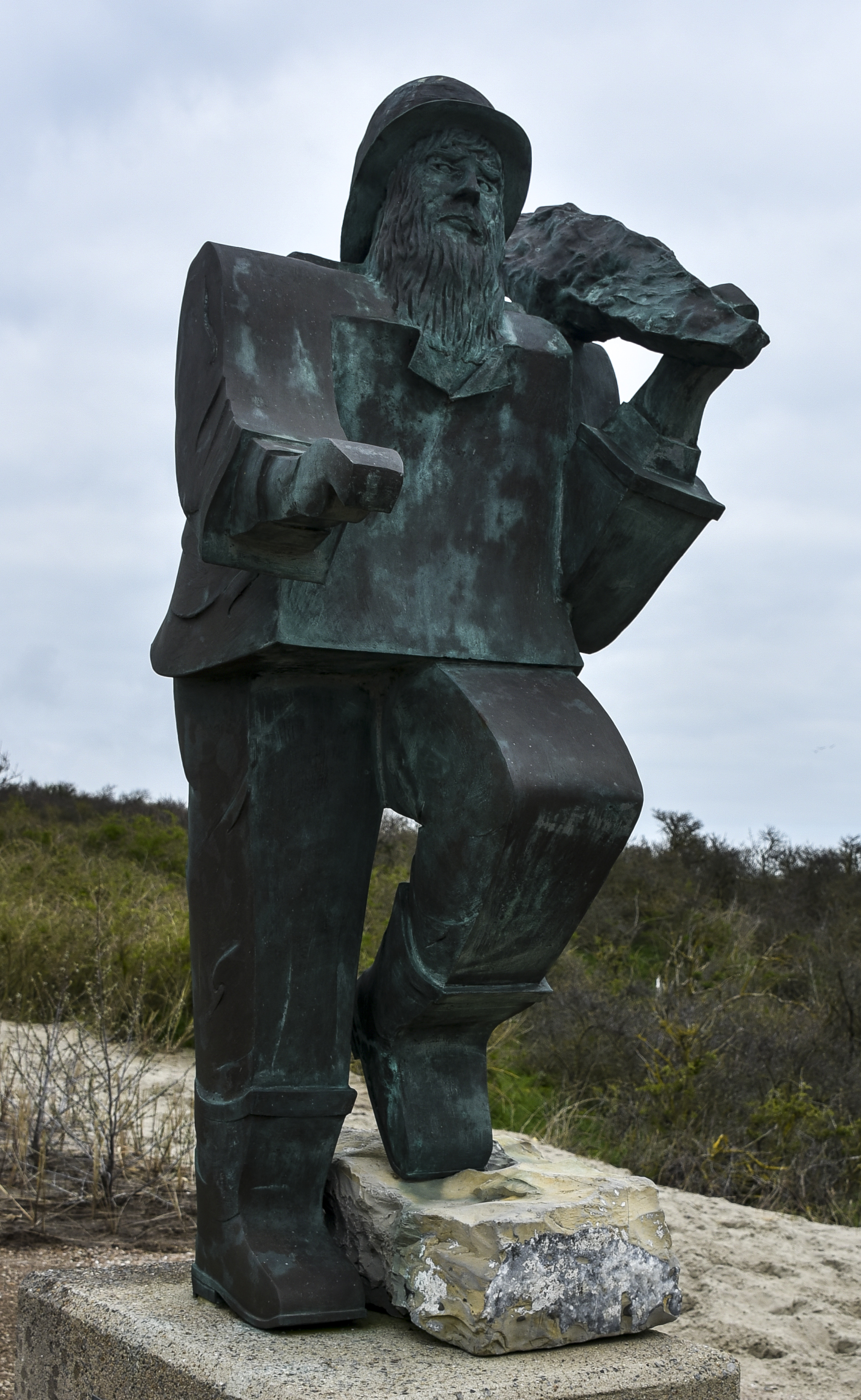
Mong De Vos
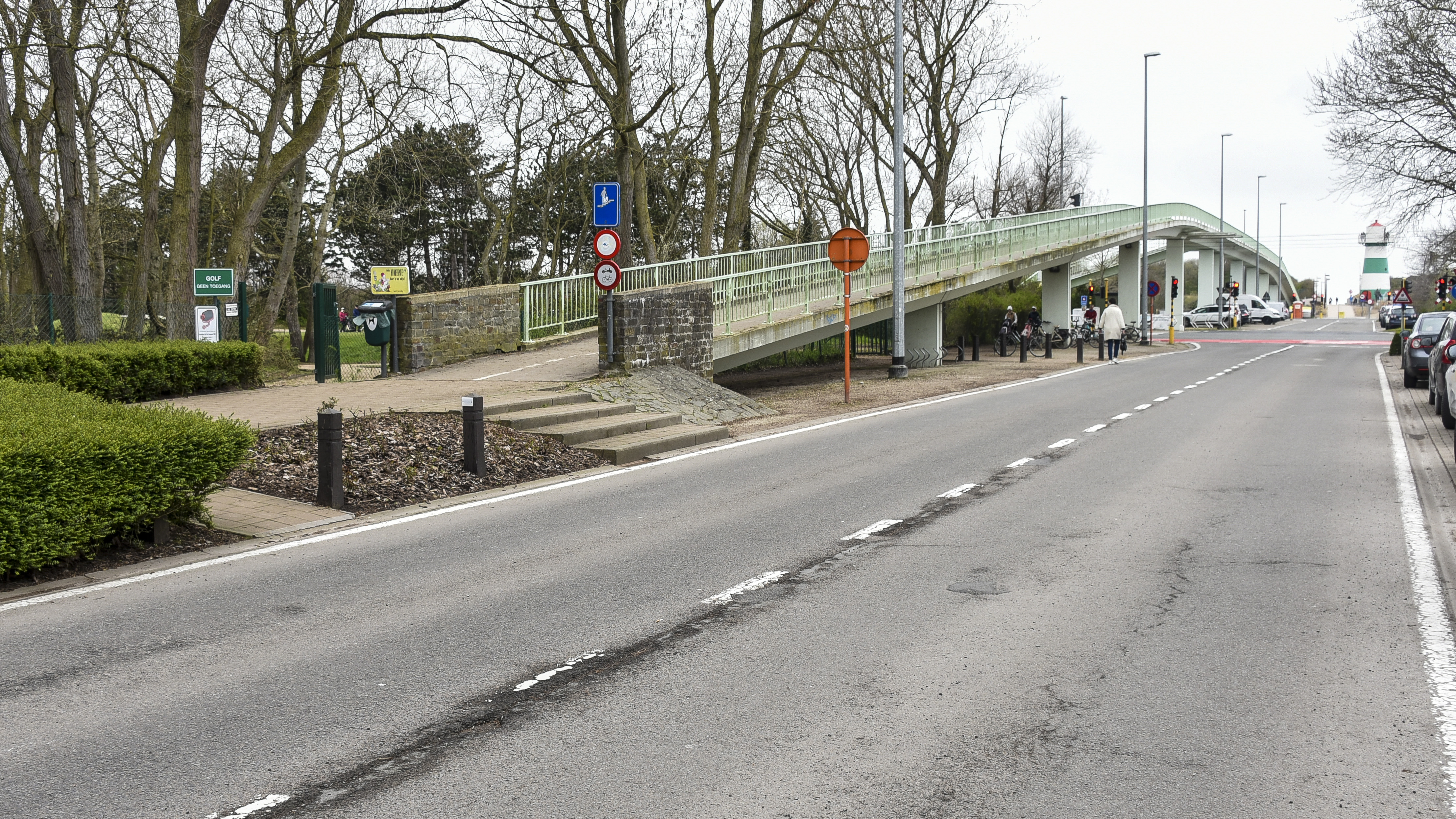
Fietsbrug naar de strandtoegang
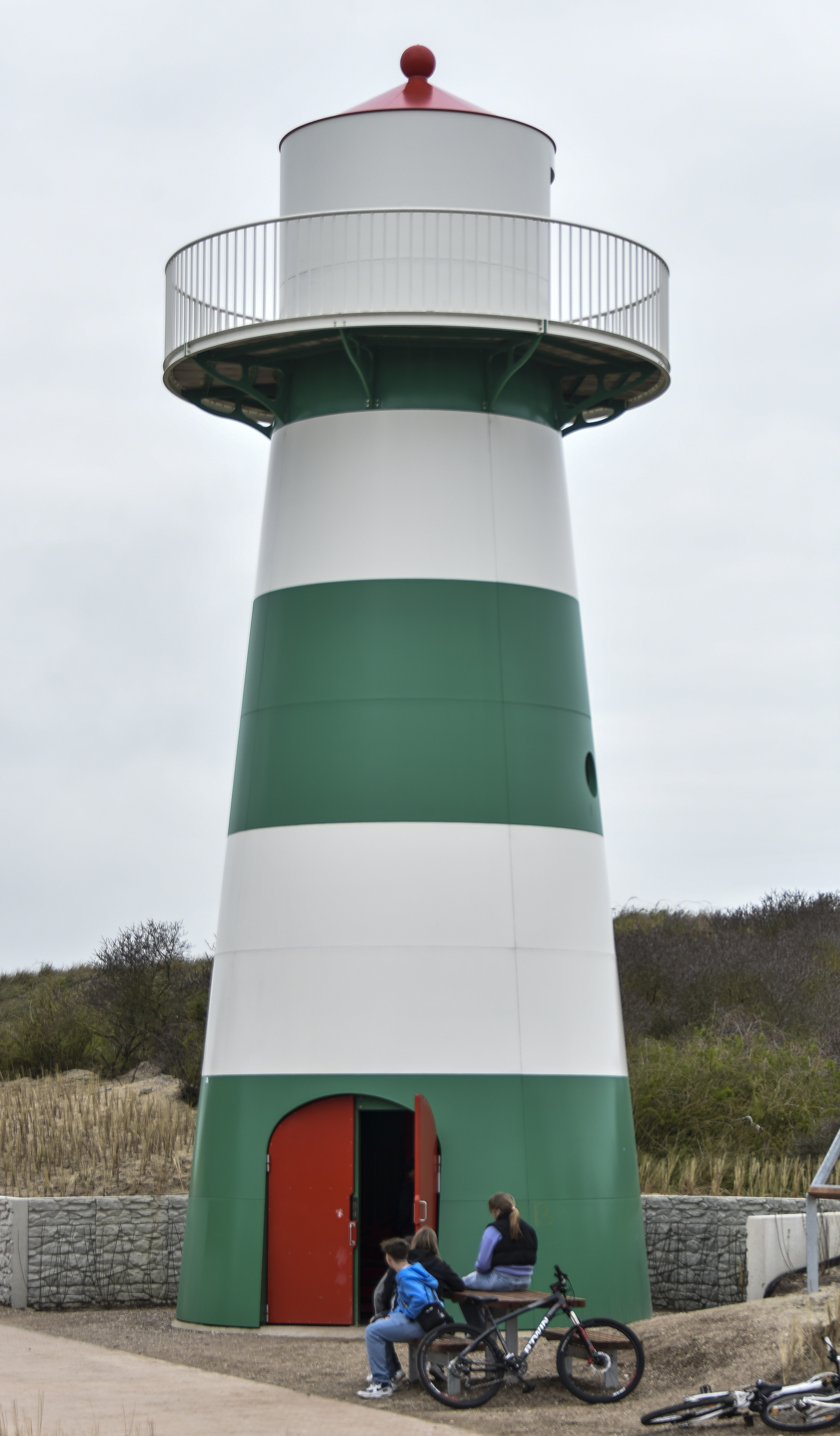
Vuurtoren-Uitkijktoren
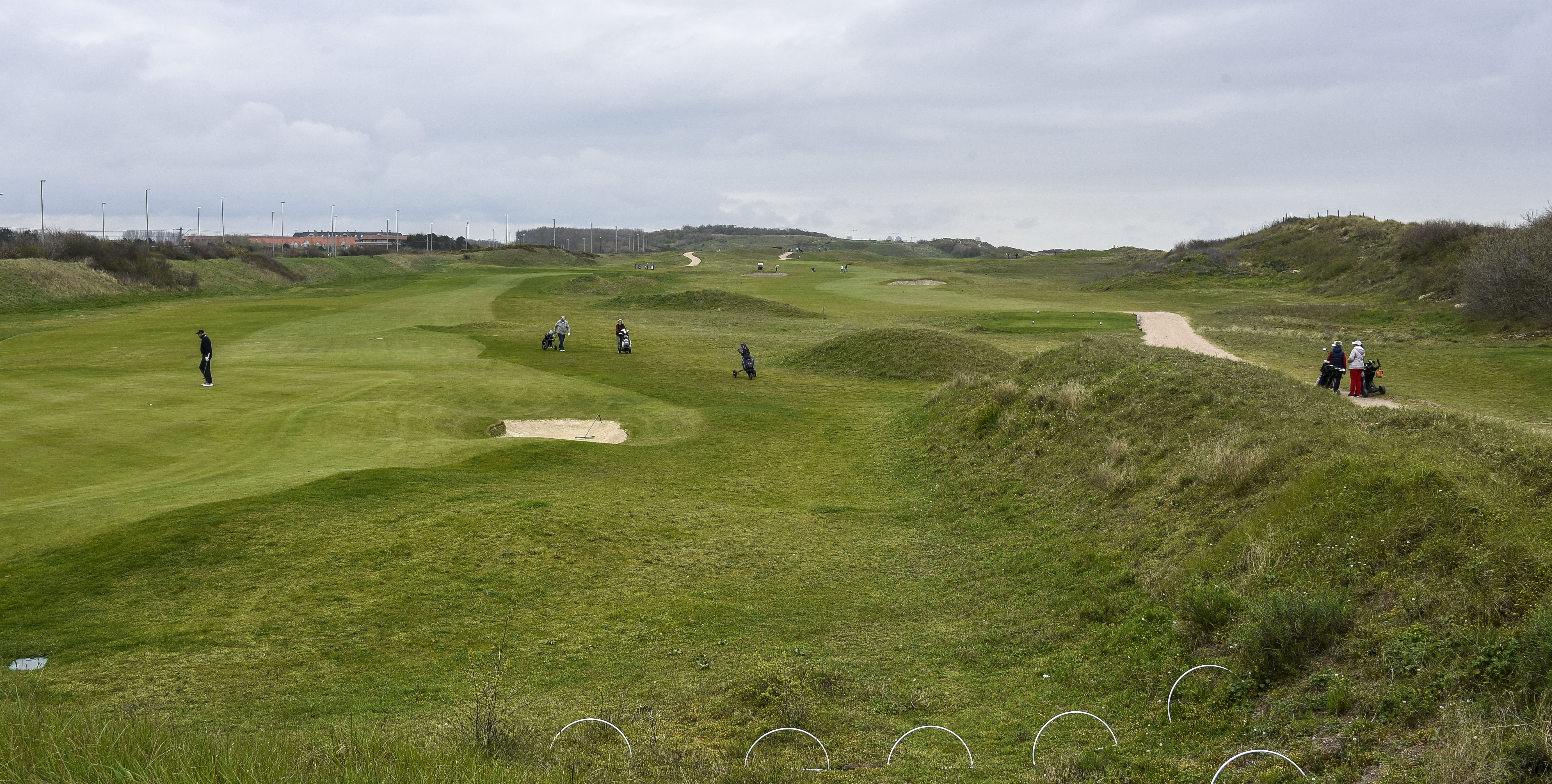
Koninklijke Golf Club Oostende
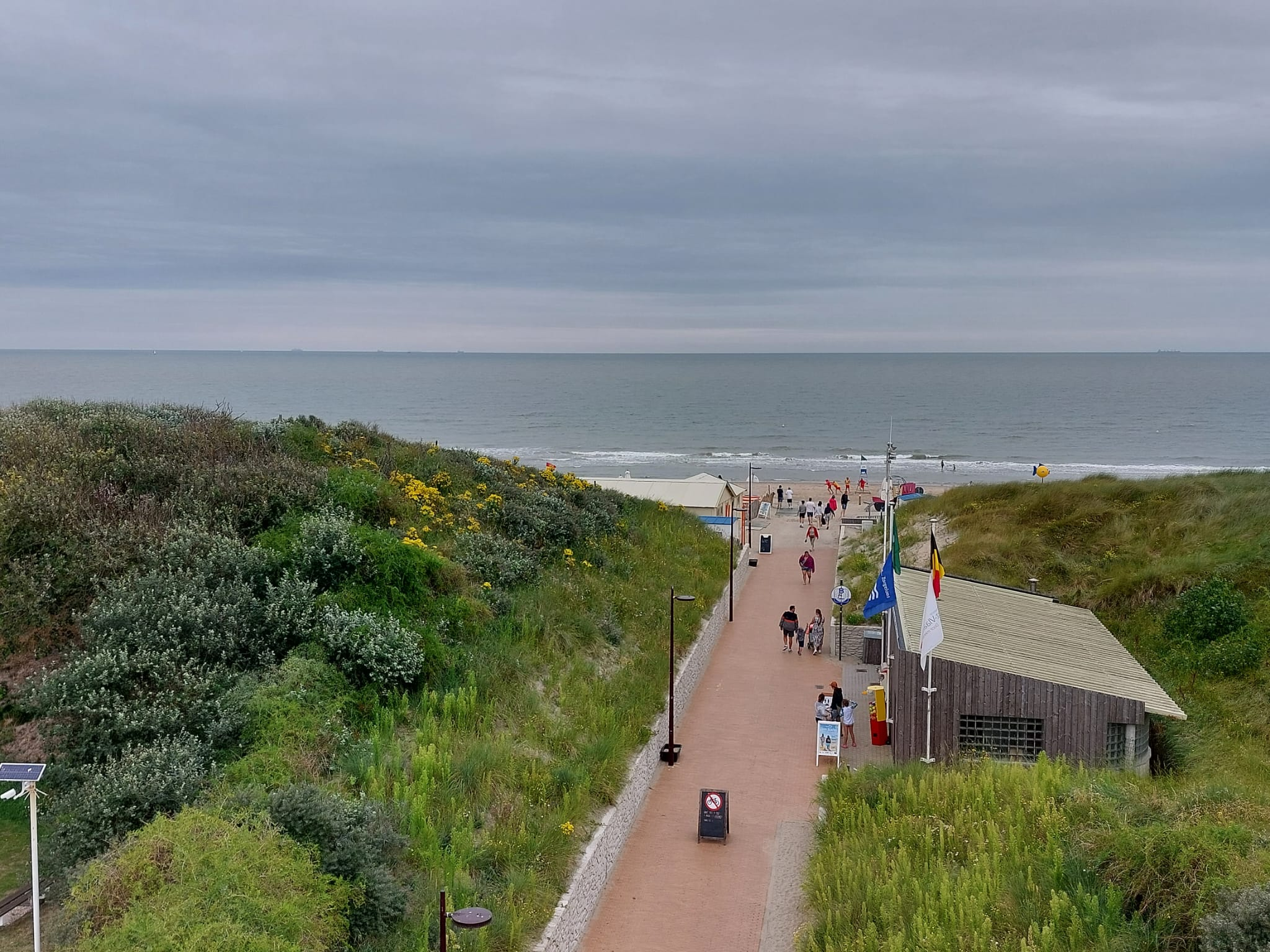
Zeezicht vanaf Vuurtoren Guillaume Bijl